# Stubnyafürdő
Stubnyafürdő, Túrócfürdő, Túróchévíz vagy Túróctapolca (szlovákul Turčianske Teplice, : Bad Stuben) város Szlovákiában, a Zsolnai kerület Stubnyafürdői járásának székhelye. Alsóstubnya, Turócdivék, Turóckisfalu és Turócszentmihály tartozik hozzá.

## Fekvése
Turócszentmártontól 28 km-re délre fekszik.

## Nevének eredete
Eredeti neve Lehota volt, amely kiváltságot, az adózás alól egy időre felmentett települést jelent. Később fürdőhellyé vált és előbb Teplica (= hévíz), majd a közeli Alsóstubnyáról Stubnyafürdő lett a neve. A stubnya név a középfelnémet stube (= fűthető helyiség) főnévből ered. 1946 óta Turčianske Teplice (= Túróchévíz) a hivatalos szlovák neve.

## Története
Területén már a kőkorszakban is éltek emberek, a vonaldíszes kultúra maradványait találták itt meg. A bronzkorban a lausitzi kultúra, a vaskorban a hallstatti és La Tène-kultúra népe, majd a kelták lakták ezt a vidéket.
Meleg vizeit már a 13. században is használták. A melegvizű forrásokat először 1281-ben említik abban az oklevélben, melyben IV. László király a háji uradalmat – benne a mai város területével – Péter grófnak adományozza. A  mai település a 14. században keletkezett a háji uradalom területén. 1340-ben Károly Róbert szolgálataikért a háji uradalmat a Mocskói grófoknak adta. 1351-ben „Thopolcha” néven emílti oklevél. 1390-ben birtokosa, Péter gróf a települést két részre osztva megalapította Felsőstubnyát. 1399-ben „Tepliche”, 1402-ben „Therme Thurocienses” néven találjuk. 1412-ben Luxemburgi Zsigmond is itt gyógyította betegségét. A 15. század végén Mátyás király a birtokot Majthényi Mihálynak adományozta. A Majthényiek 1502-ben épületet emeltek a hőforrások fölé. 1502-ben „Thermae Stubnenses” néven említik.
A mohácsi csata után Szapolyai János Kóvári Péternek adta a birtokot. 1532-ben Körmöcbánya város fennhatósága alá került, ekkor épült fel első vendégháza. 1549 és 1552 között felépültek a fürdő első épületei, melyet 1573-ban Miksa császár is meglátogatott. A fürdő a 17. században a magyar főurak kedvelt pihenőhelye volt. 1666. április 5-én itt kötött titkos egyezséget Wesselényi Ferenc és Zrínyi Péter a Habsburgok ellen. 1773-ban „Teplicza” alakban említik a korabeli források. 1784-ben 41 lakosa volt.
A 18. század végén Vályi András így ír róla: „TEPLICZ. Tót falu Túrótz Várm. lakosai többfélék, fekszik Ivancsinához 3/4 mértföldnyire; határja középszerű.”
1828-ban 13 házában 109 lakos élt. Lakói főként kézművesek és kereskedők voltak. 1872-ben befejeződött a Zólyom-Ruttka vasútvonal építése, mely nagyot lendített a település fejlődésén. 1885-ben felépült az első nagyobb szálloda, az Erzsébet-szálló. 1911-ben felépült a pedagógiai intézet épülete. A trianoni diktátumig Turóc vármegye Stubnyafürdői járásának székhelye volt.
1948-ban Turóckisfalut csatolták hozzá. 1952-ben Turócdivékkel egyesítették. 1971-ben Alsóstubnya és Turócszentmihály is a város részévé vált.

## Népessége
| Év:            | 1994. | 2004.   | 2014.   | 2024.   |
| -------------- | ----- | ------- | ------- | ------- |
| Emberek száma: | 7285  | 6929    | 6518    | 6069    |
| Eltérés:       |       | -4,88 % | -5,93 % | -6,88 % |

| Év:            | 2023. | 2024.   |
| -------------- | ----- | ------- |
| Emberek száma: | 6178  | 6069    |
| Eltérés:       |       | -1,76 % |

1910-ben 288-an lakták, ebből 120 magyar, 113 szlovák és 52 német anyanyelvű.
2011-ben 6694 lakosából 6177 szlovák volt.
2021-ben 6412-en lakták: 5959 (+18) szlovák, 6 (+2) magyar, 1 (+2) cigány, 3 (+7) ruszin, 75 (+10) egyéb és 368 ismeretlen nemzetiségű.

## Neves személyek
- Itt született 1895-ben Mikuláš Galanda szlovák festőművész.
- Itt született 1905-ben Jozef Lettrich szlovák politikus.
- Turócszentmihályon született 1625-ben Balogh Miklós váci püspök.
- Állítólag Turócszentmihályon született 1756-ban Valentini János római katolikus plébános.
- Itt hunyt el 1843-ban Aschner József polgármester, országgyűlési követ.
- Itt hunyt el 1866-ban Karol Kuzmány szlovák evangélikus püspök, teológiai tanár.
- Itt szolgált Khin Antal (1884-1973) tanár, tudományos kutató, muzeológus, az egykori somorjai múzeum alapítója.
- Itt versenyzett Lilienthal Andor (1911-2010) magyar sakkozó, nemzetközi nagymester, sakkolimpiákon egyéniben kétszeres aranyérmes, csapatban ezüstérmes, a Szovjetunió sakkbajnoka, világbajnokjelölt.
- Itt tanult Simunek Béla (1898-1964) igazgató-tanító.

## Nevezetességei

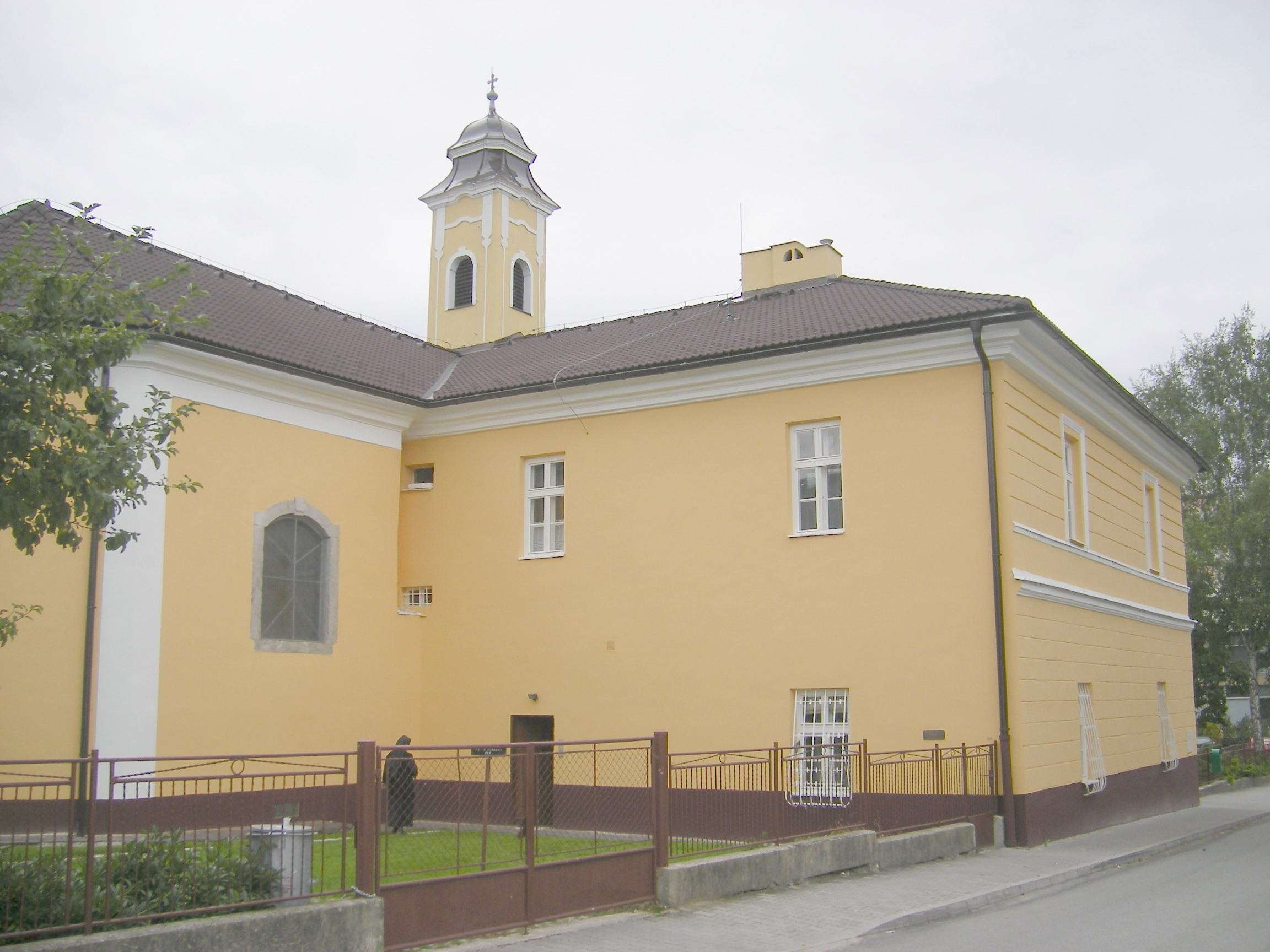
Stubnyafürdő temploma

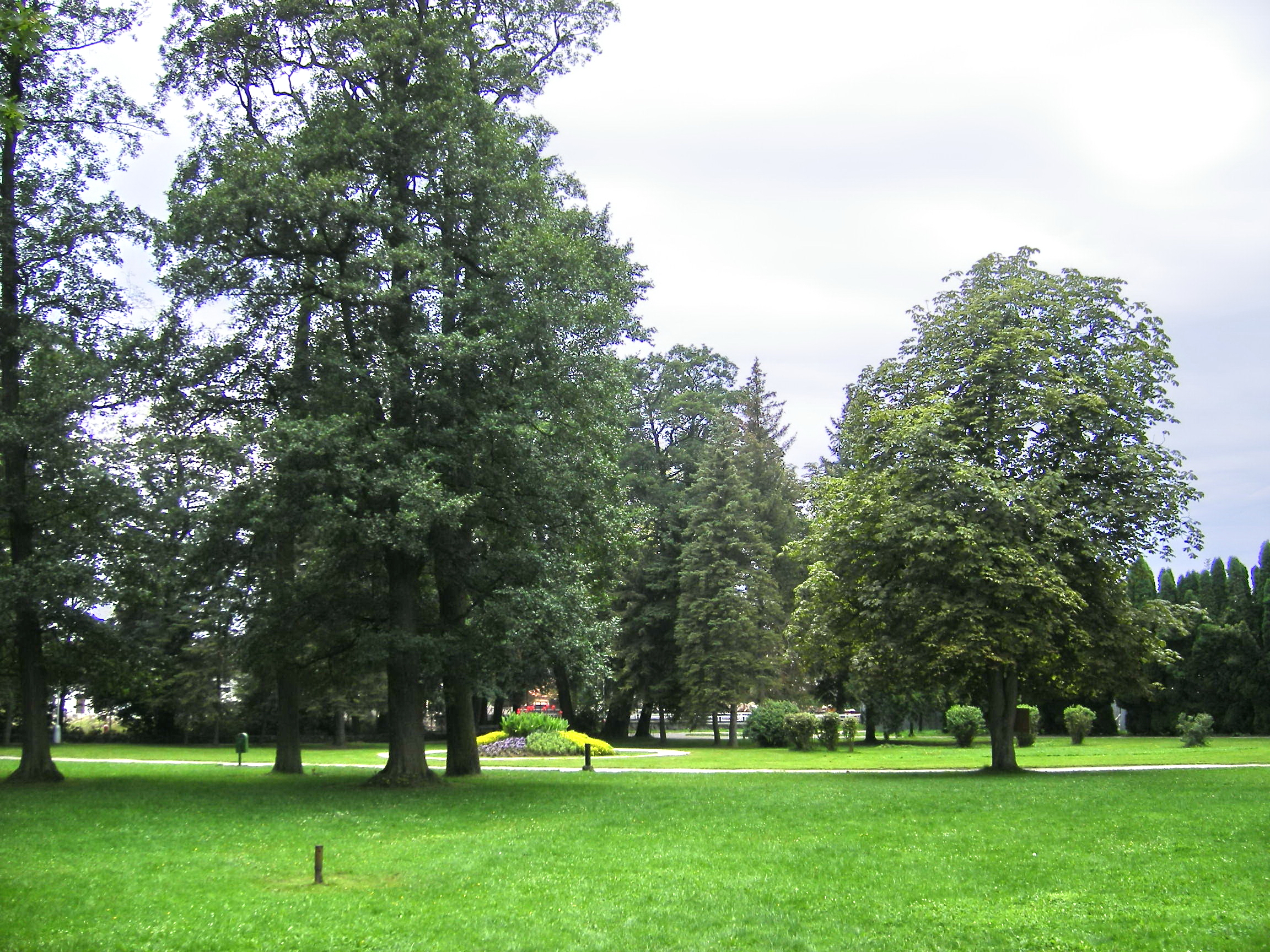
Park Stubnyafürdőn

- 28-50 °C-os gyógyvizét bőrbetegségek, női betegségek, reuma, légzési és idegbántalmak kezelésére használják. Fürdőépületei közül a legrégebbi a 16. században épült.
- Nepomuki Szent János kápolna a 18. századból.
- Az egykori pedagógiai intézet 1907-ben épült.
- Turócdivék reneszánsz-barokk kastélya.
- Turócszentmihály Szent Mihály temploma.

## Lásd még
- Alsóstubnya
- Turócdivék
- Turóckisfalu
- Turócszentmihály